# Universidade Sheffield Hallam

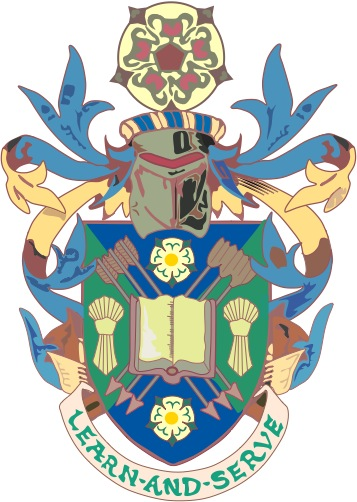

A Universidade Sheffield Hallam (no original: Sheffield Hallam University), mais conhecida por SHU, é uma instituição de ensino superior situada em South Yorkshire, Inglaterra, com base em dois Campi em Sheffield. O City Campus localiza-se no centro da cidade, perto da estação ferroviária de Sheffield e do Collegiate Crescent, situado ao longo da Ecclesall Road no sudoeste de Sheffield.
A universidade é a quarta maior no Reino Unido em termos de matrículas, com mais de 33.000 alunos, 3.200 funcionários e 572 cursos.
Uma das prioridades da universidade é promover a criação da riqueza regional, através da transferência de conhecimentos entre empresas locais e a Universidade.

## Ranking e pesquisa aos estudantes
Nas tabelas mais recentes de ranking de universidades em Inglaterra, a faculdade da SHU, Sheffield Business School (SBS), foi classificada na 47ª posição pelo "Guardian University Guide 2011". No global foi classificada na 64ª possição pelo The Sunday Times, 67ª pelo The Guardian, 68ª pelo The Complete University Guide e 69ª posição pelo The Times.